# Jonathan Vaughters
Jonathan Vaughters (født 10. juni 1973 i Denver) er en tidligere amerikansk professionel cykelrytter og nuværende sportsdirektør på EF Education-EasyPost.
Hans første professionelle hold i Europa var det spanske hold Santa Clara. Derefter gik han over til Comptel, og senere til US Postal Service Pro Cycling Team hvor han hjalp Lance Armstrong med at vinde sin første Tour de France i 1999. Så flyttede han til Frankrig og Crédit Agricole.
Vaughters var en bjergrytter. Han vandt etapen op til Mont Ventoux i Dauphiné Libéré i 1999 og 2000, og havde rekorden for den hurtigste stigning til den blev slået af Iban Mayo i 2004.
Til trods for hans klatreegenskaber var han uheldig i Tour de France og fuldførte aldrig. Han blev skadet i et styrt i 2000 og måtte give sig på grund af et bistik i 2001.
Han stoppede selv med at cykle i 2002, og driver nu Slipstream Sports og EF Education-EasyPost.

## Sejre
- Amerikansk mester i enkeltstart (1997)
- 3. plads sammenlagt, Tour Méditerranéen (2000)
- 5. etape (holdtidskørsel) i Tour de France (2001)
- To etapesejre Dauphiné Libéré (1999, 2000)